# Great Southern of India Railway
| Great Southern of India Railway | Great Southern of India Railway |
| ------------------------------- | ------------------------------- |
| Streckenlänge:                  | 480 km                          |
| Spurweite:                      | 1676 mm (Kolonialspur)          |
|                                 |                                 |

Die Great Southern of India Railway (abgekürzt GSIR) wurde 1858 gegründet um eine Eisenbahnstrecke von Negapatam nach Trichinopoly, mit Abzweigungen nach Salem und Tuticorin zu errichten. 1859 wurde mit dem Bau der Strecke begonnen und die erste Teilstrecke von Tiruchirappalli nach Nagapattinam wurde 1861 eröffnet.
Zum Jahresende 1864 verfügte die Gesellschaft über 11 Dampflokomotiven, 33 Personen- und 171 Güterwagen. 1871 waren es bereits 21 Dampflokomotiven.
1872 fusionierte das Unternehmen mit der Carnatic Railway. 1874 wurde die Gesellschaft in South Indian Railway umbenannt.